# Роллино, Джо
Джозеф Роллино (19 марта 1905 — 11 января 2010) — американский силач, тяжелоатлет, боксёр, ветеран Второй мировой войны. Считается одним из самых сильных людей планеты. Первая популярность, сопряжённая с поднятием больших тяжестей отдельными частями тела, пришла к Роллино в 20-х годах XX века. Вплоть до своей смерти в 2010 году Роллино считался самых возрастным стронгменом на планете.

## Биография
Джо Роллино родился и вырос в Кони-Айленде, расположенном в самой южной части Бруклина, Нью-Йорк, в семье итальянских иммигрантов, насчитывающей 14 детей. Несмотря на выдающиеся достижения в силовых видах спорта Роллино обладал довольно скромной комплекцией — при росте 1 метр 65 сантиметров он весил всего 68 килограмм. В начале своей карьеры Роллино занимался под руководством Уоррена Линкольна Трэвиса, который в 1906 году был признан «величайшим в мире тяжелоатлетом» и вплоть до 1923 года являлся обладателем неофициального титула «Сильнейший человек мира».
Помимо тяжёлой атлетики Роллино занимался боксом, проведя более 100 поединков на ринге, выступая под псевдонимом «Малыш Данди». Сам Роллино неоднократно заявлял о том, что довольно часто выступал против соперников, которые были существенно тяжелее Джо и при этом одерживал победы.
Не добившись сколь-нибудь значимых достижений в боксе Роллино сосредоточился на силовых тренировках, развивая свои великолепные природные данные. Кроме традиционных тренировок со штангой (становая тяга, жимы, приседания) Джо Роллино уделял особое внимание изометрическим упражнениям. Роллино вёл исключительно здоровый образ жизни, был убеждённым вегетарианцем, практически ежедневно плавал в холодных водах Атлантического океана, не употреблял алкоголь и не курил.
После того, как Роллино завершил свои силовые выступления, он работал грузчиком, успев при этом поработать телохранителем у известной актрисы Греты Гарбо, трижды номинированной на Оскар за лучшую женскую роль.

## Достижения
Джо Роллино вошёл в историю, как человек, обладающий феноменальной силой. Ему удалось оторвать от земли груз массой 500 кг, поднять зубами груз в 215 кг и удержать на одном пальце груз массой 290 кг. Также Роллино смог удержать на своей спине груз массой 1450 кг — в качестве утяжелителя выступала ярмарочная карусель, на которой одновременно находилось 14 человек.

## Военная служба
Джо Роллино принимал участие во Второй мировой войне в качестве рядового, сражаясь с врагом в водах Тихого океана. За участие в боевых операциях Джо Роллино был награждён Серебряной звездой, Бронзовой звездой и тремя медалями Пурпурное сердце. Сослуживцы Роллино неоднократно наблюдали за тем, как он выносил из боя своих раненных товарищей. Однажды Джо вынес сразу четверых сослуживцев, получивших ранения и лишённых возможности передвигаться самостоятельно.

## Последние годы жизни
Несмотря на свою известность и популярность, Джо Роллино не был медийной персоной и старался избегать общения с журналистами. Роллино проживал со своей племянницей, так как не был женат и не имел детей. Несмотря на свой преклонный возраст, Роллино до последних дней своей жизни демонстрировал феноменальную силу. В ходе празднования своей 103-летней годовщины, он, по просьбе гостей, согнул зубами 25-центовую монету.

## Смерть
Смерть легендарного силача наступила не по естественным причинам. Роллино погиб в возрасте 104 года в результате ДТП. Переходя дорогу вне зоны действия пешеходного перехода он попал под колёса автомобиля и уже через несколько часов скончался в больнице от полученных травм. В ходе расследования дорожно-транспортного происшествия было установлено, что водитель был трезв, не превысил скоростной режим и не нарушил правила дорожного движения. Причиной ДТП послужил неисправный клаксон автомобиля.